# Инское кладбище
Инское (Первомайское) кладбище — некрополь в Первомайском районе Новосибирска. Обустроен в середине XX века.

## История
Некрополь существует с 1940-х — 1950-х годов. До его появления захоронения велись в районе Баганской улицы, однако в период Великой Отечественной войны в связи с укрупнением Новосибирского стрелочного завода они частично были перенесены в другое место.
По состоянию на 2023 год земля в пределах Инского закончилась, в результате чего могилы стали появляться уже за его ограждением.

## Захоронения
Поскольку железнодорожная инфраструктура занимает важное место в жизни Первомайского района, на кладбище в большом количестве встречаются захоронения железнодорожников, что, в свою очередь, отражается на художественном оформлении надгробий, украшенных изображениями поездов и аббревиатурой компании «Российские железные дороги». Здесь был предан земле Павел Шолкин, машинист-конструктор, участник Лунинского движения.
Кладбище стало местом упокоения главного дирижера новосибирского театра «Глобус» Алексея Людмилина и заслуженного художника России Вениамина Чебанова, чья трудовая деятельность с 1940-х годов была связана с районными объектами: паровозным депо Инской станции, Новосибирским стрелочным заводом, домом культуры железнодорожников.
На территории некрополя похоронен Дмитрий Набоков, хоккеист НХЛ и российских команд «Сибирь», «Крылья Советов», «Металлург». Основание его могилы стилизовано под хоккейное поле; также здесь установлена плита с перечислением клубов, в которых спортсмен состоял.
Рядом с Дмитрием Набоковым расположены захоронения военных, среди которых участник двух чеченских кампаний Леонид Русских, получивший в бою смертельное ранение; подполковник Юрий Наумов, погибший в Дагестане в 1999 году во время сопровождения из Махачкалы Анатолия Квашнина, занимавшего в тот период должность начальника Генштаба ВС РФ.
На одной из аллей покоятся представители Первомайского преступного сообщества: Борис Копылов, убитый в 1993 году в клинике Мешалкина; Андрей Каурдаков, расстрелянный в 1994 году около дома в личном автомобиле; Александр Нестеренко, погибший в 1996 году от рук неизвестных убийц на крыльце клуба «Первомаец»; Владимир Упоров, смертельно раненный в 1998 году выстрелами из автомата возле гостиницы «Сибирь» и др.
В числе жертв заказных убийств, похороненных на Первомайском кладбище — гендиректор шоколадной фабрики «Новосибирская» Вера Копасова, застреленная весной 1997 года в подъезде собственного дома на Горском жилмассиве.